# ロシアの警察
ロシアの警察（ロシアのけいさつ、ロシア語: Полиция России）は、ロシアの国家法執行機関であり、1802年9月8日から内務省の下で運営されている。
1718年6月7日にピョートル大帝の法令により設置され、2011年に旧警察サービスの民警に取って代わった。
これは、連邦議会によって承認され、その後2011年2月7日に当時のロシア連邦大統領ドミトリー・メドヴェージェフによって署名された「警察に関する法律」 (Закон "о полиции")に従って活動するロシアの国家警察サービスである。

## 歴史
このシステムは、ロシア帝国の治安を守り、犯罪と戦うために創設された。2011年3月1日にロシア連邦のもとで再編成された （内務省に関係のない既存の組織を除く）。

### 16世紀
1504年、モスクワに拒馬が設置され、その下に地元住民から選ばれた警備員が配置された。都市はいくつかのエリアに分割され、エリア間には格子のある門が建てられた。夜間や照明なしで市内を移動することは禁止された。その後、大公イヴァン4世は治安を強化するためにモスクワ周辺にパトロールを設置した。
イヴァン4世のスジェブニク（法令集）は「誘導強盗に関する」事件を名誉長老の管轄下に移管した。これ以前は、名誉状は賞のようなもので、住民の嘆願によって授与されていた。これらの手紙により、地元社会が警察業務を独立して管理できるようになった。都市では警察機能は市長によって指揮されていた。
強盗管理局は1571年に初めて言及され、18世紀まで継続して存在した。モスクワの文書情報には、1539年以来ボヤールと組織的強盗について言及されている。コンスタンチン・ネヴォリンは、強盗管理局は強盗を終わらせるために設立された臨時委員会であると信じていたが、強盗は激化する一方であったため、臨時委員会は常設委員会に変わり、そのため強盗管理局は存続した。

### 17世紀
1687年8月14日の法令により、強盗管理局の事務はゼムスキー当局に移管された。1649年4月、アレクセイ大公は、以前に使用されていた都市祝福システムに関する法令を発行した。ホワイトシティ（現在はベルゴロドとして知られている）の法令により、イワン・ノビコフと書記官ヴィクラ・パノフの指導の下でチームが創設されることになっていた。この分遣隊は安全と秩序を維持し、火災から守ることになっていた。
大都市の警察官はゼムスキー・ヤリグと呼ばれていた。ユニフォームの色は都市によって異なり、モスクワでは警察官が赤と緑の服を着ていた。胸には「З」（Z）と「Я」（YA）の文字が縫い付けられていた。
1669年、名誉長老の役割に代わって刑事が広く普及した。

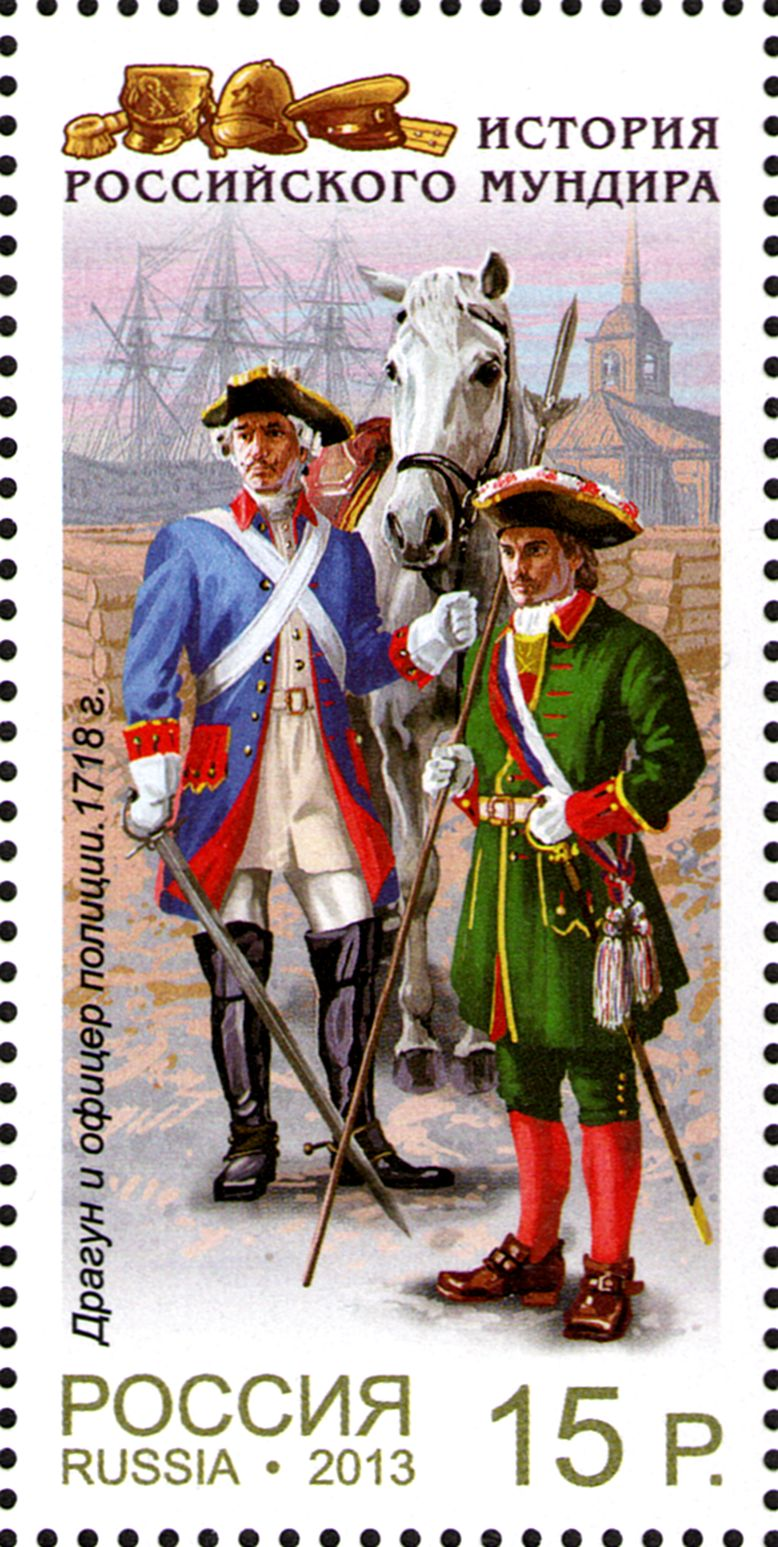
竜騎兵（左）と警察官1718。ロシアの2013年の切手。

サンクトペテルブルクの警察は、ピョートル大帝の布告により1715年に中央警察として設立された。当初、サンクトペテルブルク警察の職員は副総警長、警察官4名、下級階級36名で構成されていた。書記と10人の事務員が警察署本庁舎で事務作業を行った。警察は都市の秩序を維持するだけでなく、道路の舗装、湿地の排水、ゴミの収集など、いくつかの経済的機能を実行し、都市の改善にも従事した。
1718年6月7日、アントン・デ・ヴィエイラ副将軍がGeneral Polizeimeisterに任命された。彼の仕事の完了を支援するために、警察署長が設置され、陸軍の1個連隊がGeneral Polizeimeisterの権限に移管され、この連隊の階級は全員警察官になった。デ・ヴィエイラの努力により、1721年にサンクトペテルブルクに最初のランタンと休憩用のベンチが設置された。
1722年1月19日、元老院はモスクワ警察を設立した。Ober-Polizeimeisterは皇帝によって軍人または市民階級から任命されることになっていた。1722年7月20日の指示により、Ober-Polizeimeisterはモスクワ警察署長としてモスクワの治安の保護を監督した。1729年から1731年と1762年から1764年の間、モスクワ警察署長はGeneral Polizeimeisterと呼ばれていた。
1733年4月23日、アンナ皇帝は「都市における警察の設立に関する」法令に署名した。この法令により警察に法的権限が与えられ、刑事事件において罰則を課す権利が認められた。

### 19世紀と20世紀

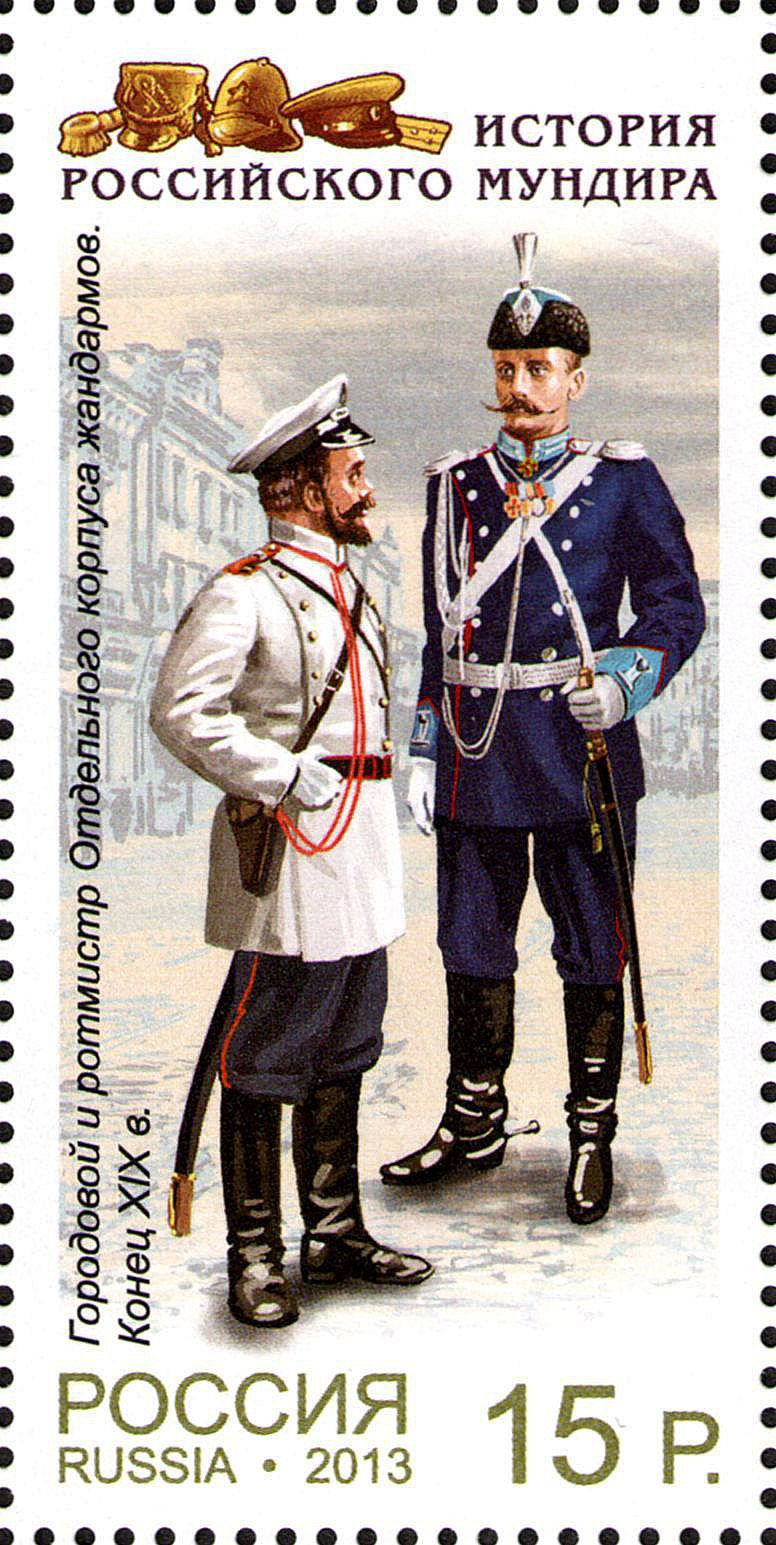
19世紀末の警察官および帝国憲兵団の隊長の制服（2013年のロシアの切手）

1837年にゼムストヴォ警察に関する規則が発布され、それに従って貴族によって選出されたゼムストヴォ警察長がウエズドの警察長となった。地方政府によって任命された警察官は知事に対して責任を負い、同様に郡またはウエズド警察は地方政府によって任命された郡指導者に対して責任を負った。
1862年に警察改革が行われ、市長の称号は廃止された。地区警察に従属していた都市の市議会はゼムストヴォ裁判所に付属し、地区警察局と改名され、地区警察とは別に独自の警察を保持していた都市では市警察局と改名された。
1866年、ポーランド立憲王国の地区にゼムストヴォ警備隊が設置された。
1866年、サンクトペテルブルク警察長フョードル・トレポフはアレクサンドル2世に次のようなメモを送った。「首都警察の組織における重大なギャップは、犯罪を解決するための調査を実施し、犯罪を予防し、抑制するための一般的な対策を見つけるという特別な目的を持った特別な部門が存在しなかったことです。これらの責任は外部警察の階級にあり、警察業務の全負担を担い、この点でうまく行動する手段も機会もありませんでした。この欠陥を解消するために、刑事警察を設立することが提案されました」
ロシアの警察で初めて、サンクトペテルブルクに犯罪解決と取り調べのための専門部隊が設立され、1866年には市の警察長室の管轄下に刑事警察が設立された。それ以前は、捜査機能は、当時存在していた形式で法医学捜査官と警察全体で担われてきた。当初、サンクトペテルブルクの犯罪捜査スタッフは、創設時までに、この部門は長とその助手に加えて、特別任務の職員4名、警察刑事12名、民間刑事20名と少数で構成されていた。
刑事部は1866年に設立され、内務省警察部の下で運営された。1907年までにモスクワ、キエフ、リガ、オデッサ、トビリシ、バクー、ロストフ・ナ・ドヌとニジニ・ノヴゴロドを含むロシア帝国のその他の主要都市でも同様の部門が設立された。他の地区は地方警察または憲兵隊によって取り締まられていた。
1879年に農村地域の警察官学校が設立された。この警察官は「警察の任務の遂行、および百人隊長や職長の監督」において警察官を支援することを目的としていた。
1880年8月6日、皇帝官房第三部は廃止され、警察部が設置された。
1889年以来、地区警察の長は地区警察官と呼ばれるようになった。
1903年、初めは46州の田園地帯で、地区警察の警備が導入された。1916 年までに、その範囲は50州に広がった。
1910年8月9日、内務大臣ピョートル・ストルイピンは刑事部の警官に指示を出し、その任務と構造を決定した。 各刑事部は 4つの構造部門デスクで構成されていた：
- 個人拘留
- 捜索
- 観察
- 情報登録局

ピョートル・ストルイピンの命令により、警察署では刑事部門の責任者を訓練するための特別コースが設立された。1913年にスイスで開催された国際犯罪学者会議では、ロシアの刑事警察が犯罪解決において世界最高であると認められた。
ペトログラードの3,500人の強力な警察部隊が暴動への主要な反対勢力となり、これが2月革命の最初の勃発を特徴づけた。市に駐屯していた陸軍部隊が離反した後、警察が革命家の主な標的となり、多くが殺害された。ロシア帝国の警察は1917年3月10日に解散され、同年4月17日、臨時政府は新たな法執行機関として人民民警 (ミリツィア) を設立した。

### ソ連民兵

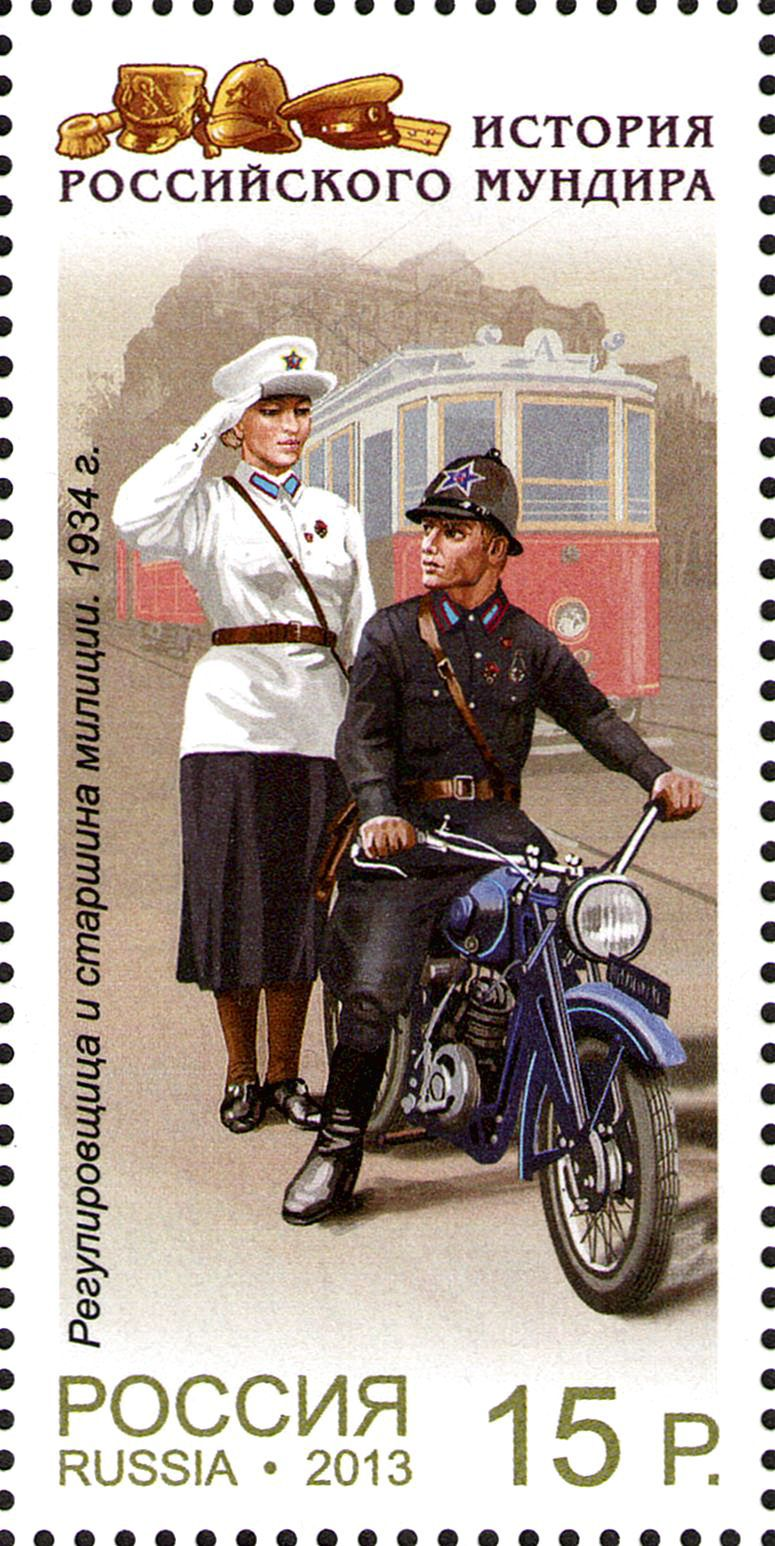
「交通管制官と民警のスターチナ、1934年」（2013年のロシアの切手）

1917年4月17日に発行された臨時政府の決定「民警の承認について」および「警察に関する臨時規則」により、「人民民警」が設立された。人民民警は地方レベルでの国家権力の執行機関であり、「ゼムストヴォと市の行政の直接管轄下にある」と宣言されている。
国家の「人民民警」と同時に、労働者代表評議会は「労働者民警」の分遣隊やその他の武装組織を組織したが、これらはさまざまな政治勢力、時にはそれら以外の影響下にあった。 同時に、労働者民警は市民警の委員に従属しなかった。
ボリシェヴィキの後援を受けて6月3日に結成されたペトログラード人民民警評議会は、工場で全額賃金を受け取っている労働者の労働者民警への奉仕活動に対する追加支払いの拒否に関連して政治的スローガンを発し、市民警の長と対立した。
法と秩序の勢力の自己組織化の原則は、1917年10月以降しばらくボリシェヴィキ党によって実施された。1917年10月28日（11月10日）のNKVDの法令「労働者民警について」には、国家の民警組織の組織形態についての規定はなかった。
労働者民警はアマチュアの大衆組織の性質があり、志願部隊に基づいて結成されたため、横行する犯罪を止めることができなかった。
1918年5月10日、NKVDのコレギウムは次の命令を採択した：「警察は特別な任務を遂行する人々の常設職員として存在し、警察の組織は赤軍から独立して実行されるべきであり、警察の機能は厳密に限定されるべきである 」
民警は、帝国政府の旧ロシア警察組織に代わって、1917年3月10日に設立された。これらには準軍事警察部隊として組織された人民民警と労働者民警の分遣隊があった。ソビエト連邦の崩壊後も、民警は2011年3月1日までロシアで存在し続けた。

### 2011年の警察改革
ドミトリー・メドヴェージェフ元大統領が始めたロシア警察改革（Закон РФ "о полиции" [Zakon RF "O politsii" {警察法}]）は、ロシア警察の効率を向上させ、汚職を減らし、法執行機関のパブリックイメージを改善するための継続的な取り組みである。2011年2月7日、警察法、刑法、刑事訴訟法の改正が行われた。この改正は、2011年3月1日に発効した。これらの改正は、法執行人員の20％削減、ロシアの法執行官の名称を「ミリツィア」（民警）から「ポリツィヤ」（警察）に変更すること、賃金の大幅な引き上げ、資金の一元化、その他いくつかの変更を規定している。改革資金として連邦予算から約2170億ルーブル（70億ドル）が割り当てられている。

#### 改革の主な変更点と狙い
名称変更：改革に基づき、2011年3月1日、ロシアの法執行官の名称はソ連時代の用語「ミリツィヤ」（民警）から、より普遍的な「ポリツィヤ」（警察）に変更された。
- 人員削減と昇給：警察官の数は20%削減され、2012年までに128万人から110万人に減少した。この削減は、すべての警察官の総合的な評価によって達成された。すべての評価は2011年6月中またはそれ以前に行われ、評価に落第した人は職を失った。以前に行政処分を受けたことがあったり、犯罪地下組織と関係があったりした警察官は全員解雇された[要出典]。削減を生き延びた警察官の給与は30％増額された。
- 集権化：改革の結果、ロシア警察は連邦レベルの機関となり、資金は全額連邦予算から賄われることになった。古い制度の下では、治安と軽犯罪を担当する警察部隊は地方および市当局の管轄下にあり、地方予算から資金が拠出され、中央連邦政府よりも地方知事に対してより責任を負っていた[6]。
- 警察と拘留者の権利の変更：新しい法律によると、被拘禁者は拘留後３時間以内に電話をかける権利を与えられる。 また、彼らは拘留された瞬間から弁護士と通訳を雇う権利を与えられ、警察は拘留者に彼らの権利と義務を知らせなければならない。警察にはもはや企業の財務活動や事業活動の検査を行ったり要求したりする権利はない。警察はまた、身元確認のためだけに国民を1時間拘留することもできなくなる[要出典]。

したがって、2010年8月7日、「警察に関する法律」という新しい法案が提案された（同じ法案の名前が「民兵」から「警察」に変更された）。
新しい法案は、2002年の改革とは逆の政策、つまりさらなる中央集権化の継続であり、公安民警と刑事民警の組織は廃止される。連邦構成主体の権限に部分的に従属する民警とは異なり、警察は（法案によれば）連邦構成主体とは関係がない。
ロシア独自の「警察に関する」法案のオンライン討論には約500万人が参加した。その結果、法案は初期案と比較して、新しい組織の権限関連に大きな変更が加えられた。特に、警察官が自由に住居に立ち入ることができるという規定、および最も多くの批判を引き起こした警察官の行為の「合法性の推定」は除外されたが、 野党政治家によれば、合法性の推定の規定はベールに包まれているだけで、排除されていないという。
社会の特定層や多くの野党からの批判にもかかわらず、この法案は2010年12月10日の第一読会で採択された。国家院は2011年1月28日金曜日の最後の第三読会で「警察に関する」法案を採択した。法案の採択に賛成票を投じたのは議員315人のみで、反対は130人で、棄権者はいなかった。
当初、新しい法律は 2011年1月に施行される予定であったが、ロシアの警察は2011年3月1日に正式に復活した。
2011年2月7日、大統領は次のようなメッセージをツイートした:

| ドミトリー・メドヴェージェフ | Xの短文投稿より |
| @MedvedevRussia              |                 |

ロシア語: Подписал закон о полиции. Спасибо всем, кто участвовал в обсуждении этого важного документа. Закон — первый шаг к обновлению МВД.

            私は警察に関する法律に署名しています。この重要な文書についての議論に参加していただいた皆様に感謝します。この法律は内務省の刷新に向けた第一歩となる。
        

        7 February 2011

2011年3月1日に警察法が施行され、2012年1月1日から警察のすべてのシンボルは無効になった。

## 記章
ロシアの警察官は、2013年7月26日のロシア連邦内務省命令N575「ロシア連邦内務機関の職員による制服、記章、部門記章の着用に関する規則の承認について」に従って制服を着用している。
ロシア警察の作戦連隊の将校の特別な階級の記章は黒いベレー帽である。
観光警察の職員には、「ТУРИСТИЧЕСКАЯ ПОЛИЦИЯ TOURIST POLICE」という言葉とロシアの国旗が描かれた袖の標識がある。

ロシア内務省所属の記章
巡回警察の記章
交通警察の記章
運輸警察の記章

## 中央管理

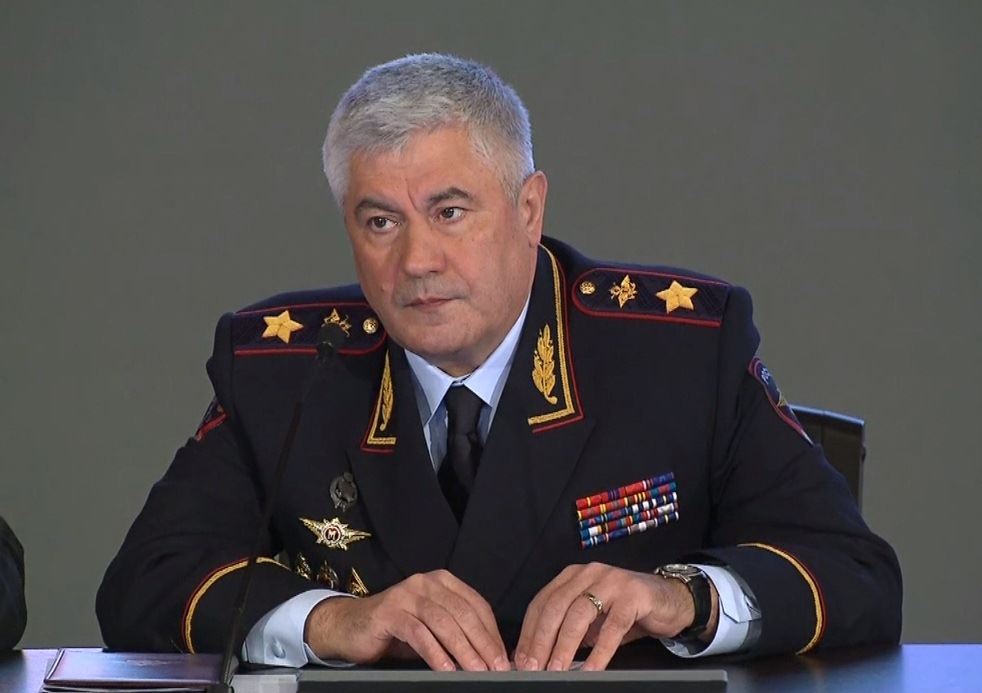
ウラジミール・コロコルツェフ、ロシア内務大臣。

1. 刑事警察局: 犯罪捜査部 (ロシア語: Уголовный розыск)
  - 犯罪捜査本局
  - 治安維持本局 (巡回警察) (ロシア語: Главное управление по обеспечению охраны общественного порядка)
  - 道路交通安全本局（交通警察）（ロシア語: Государственная инспекция безопасности дорожного движения）
  - 経済・税金犯罪対策本部（ロシア語:Отдел борьбы с экономическими преступлениями）
  - 業務調査情報室
  - 刑事警察サービス調整室
  - Main Office of the Interior for Transport
  - 危機対応室
  - 資源供給室
  - 財政経済室
2. 物流局
  - 資材および技術サポート部門
  - 物流業務調整室
  - 医務室
  - 財政経済部
  - コミュニケーションとオートメーションのオフィス
  - Office for Capital Construction
  - General Services Office
3. 独立部門
  - Main Office for Internal Security (ロシア語: Главное управление собственной безопасности МВД России)
  - Investigative Office (ロシア語: Следственное управление)
  - Main office for Drug Enforcement (former Federal Drug Control Service of Russia) (ロシア語: Главное управление по контролю за оборотом наркотиков)
  - Main office for Migration issues (former Federal Migratory Service) (ロシア語: Главное управление по вопросам миграции)
  - 管理監査室
  - 法医学専門知識センター
  - 国際刑事警察機構国家中央局
  - 動員訓練室
  - Main Center for Information
  - Main Legal Office
  - 国際協力室
  - Office for Information Regional Contacts

## 装備

### 輸送

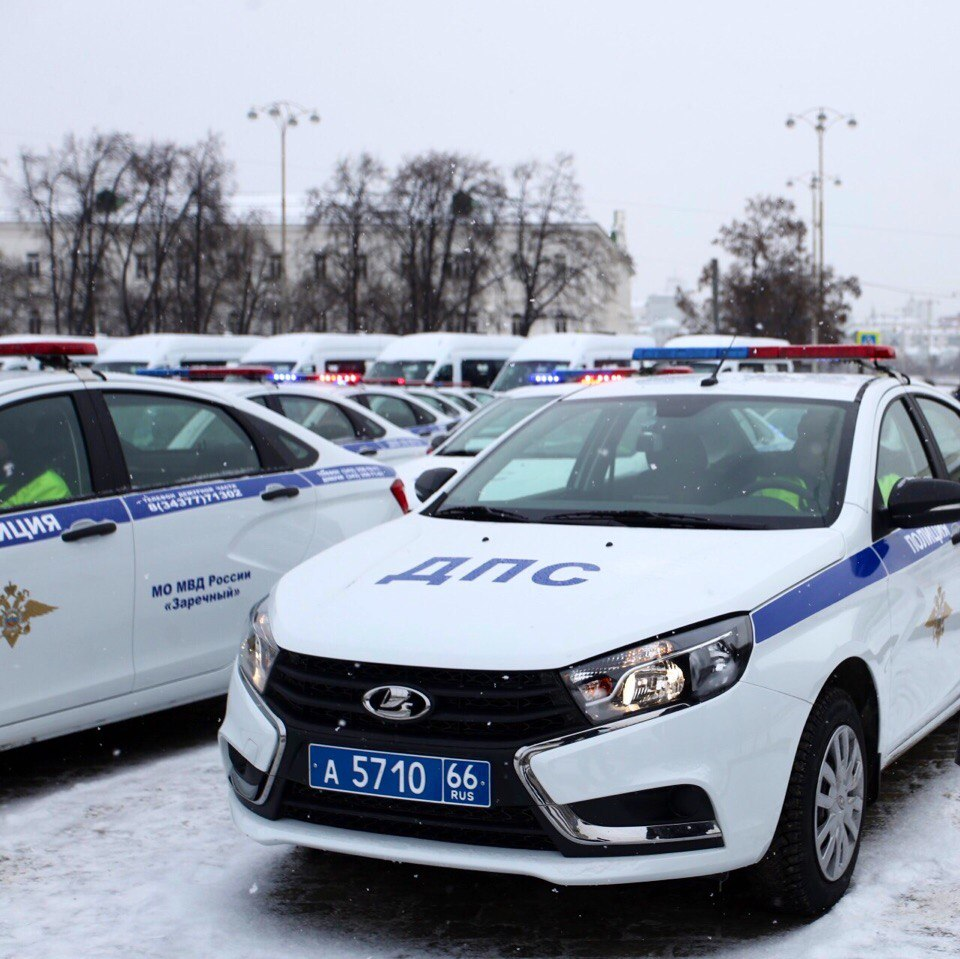
ラーダ・ヴェスタのパトカー（2018年）

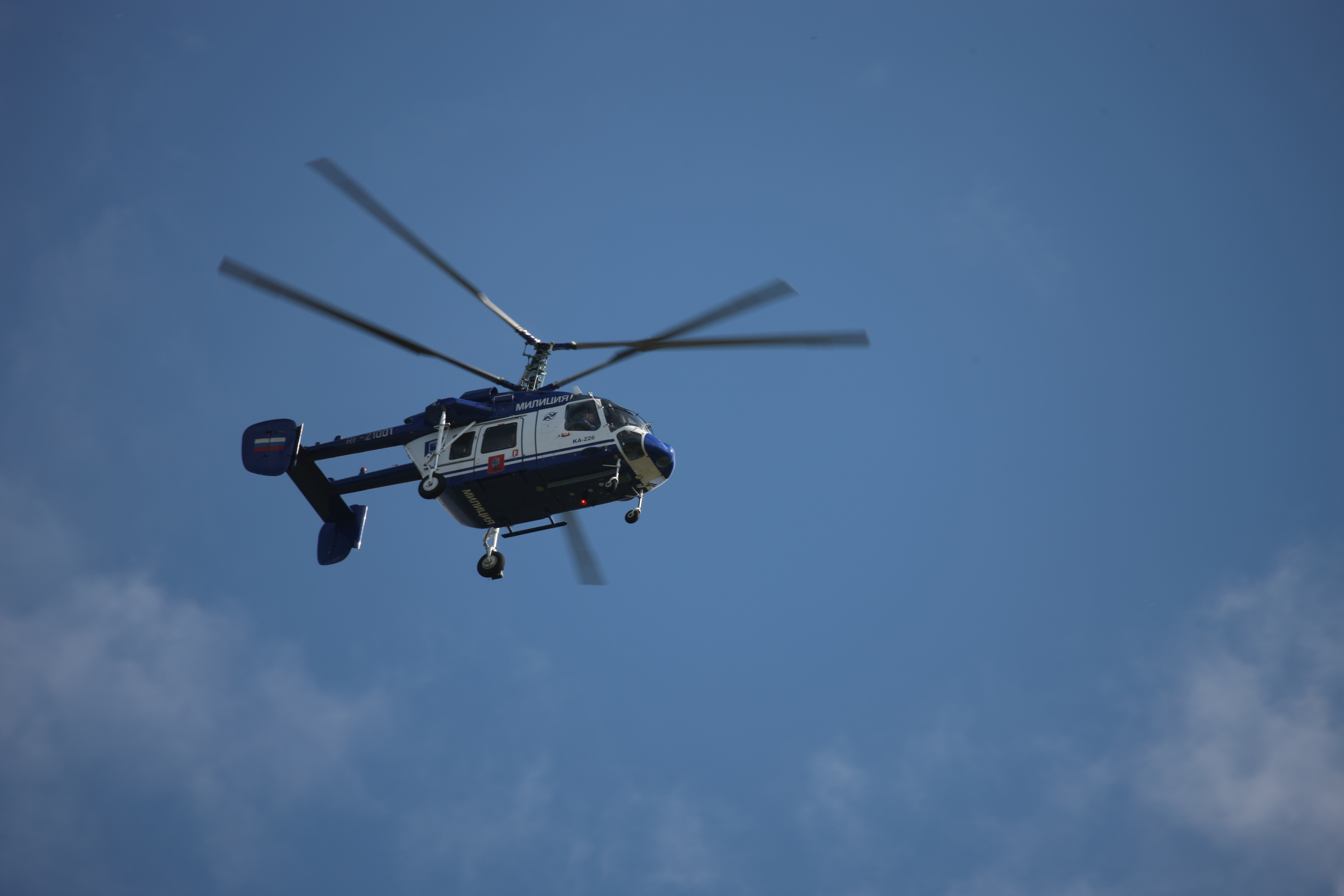
飛行中のモスクワ警察のKa-226（2008年）

ロシアの警察は、年式や技術仕様が大きく異なる多数の異なるモデルの自動車を使用している
| - ラーダ・プリオラ - ラーダ・サマーラ2 - ラーダ・グランタ - ラーダ・ヴェスタ - アウディ・A6 - BMW・5シリーズ - 大宇・ネクシア - フィアット・アルベア - フィアット・ブラボー (2007) - フィアット・ドブロ - フォード・エクスプローラー - フォード・フォーカス - フォード・クーガ - フォード・モンデオ - ホンダ・アコード - ヒュンダイ・i40 - ヒュンダイ・ソラリス - ヒュンダイ・ソナタ - キア・リオ - 三菱・パジェロ - 日産・アルメーラ - 日産・アルメーラクラシック - 日産・ティアナ - オペル・アストラ - Renault Logan - フォルクスワーゲン・パサート - シュコダ・オクタヴィア - シュコダ・ラピッド - フォルクスワーゲン・ポロ - トヨタ・カムリ - トヨタ・カローラ - トヨタ・ランドクルーザー200 - キア・ソレント - ランドローバー・ディフェンダー - メルセデス・ベンツ・Cクラス - メルセデス・ベンツ・Eクラス - メルセデス・ベンツ・Gクラス - メルセデス・ベンツ・GLKクラス - アウディ・R8 | - ガゼル - UAZ-452 - GAZ-3302 - フィアット・デュカト - フォード・トランジット | - ラーダ・ニーヴァ (とシボレー・ニーヴァ) - UAZ-469 - UAZ・パトリオット | - GAZ-2975 ティーグル - BPM-97 - BMP-2 - BTR-80 - BTR-82A - T-60 - T-72 - BTR-60 - T-34 - カマズ・タイフーン |  |

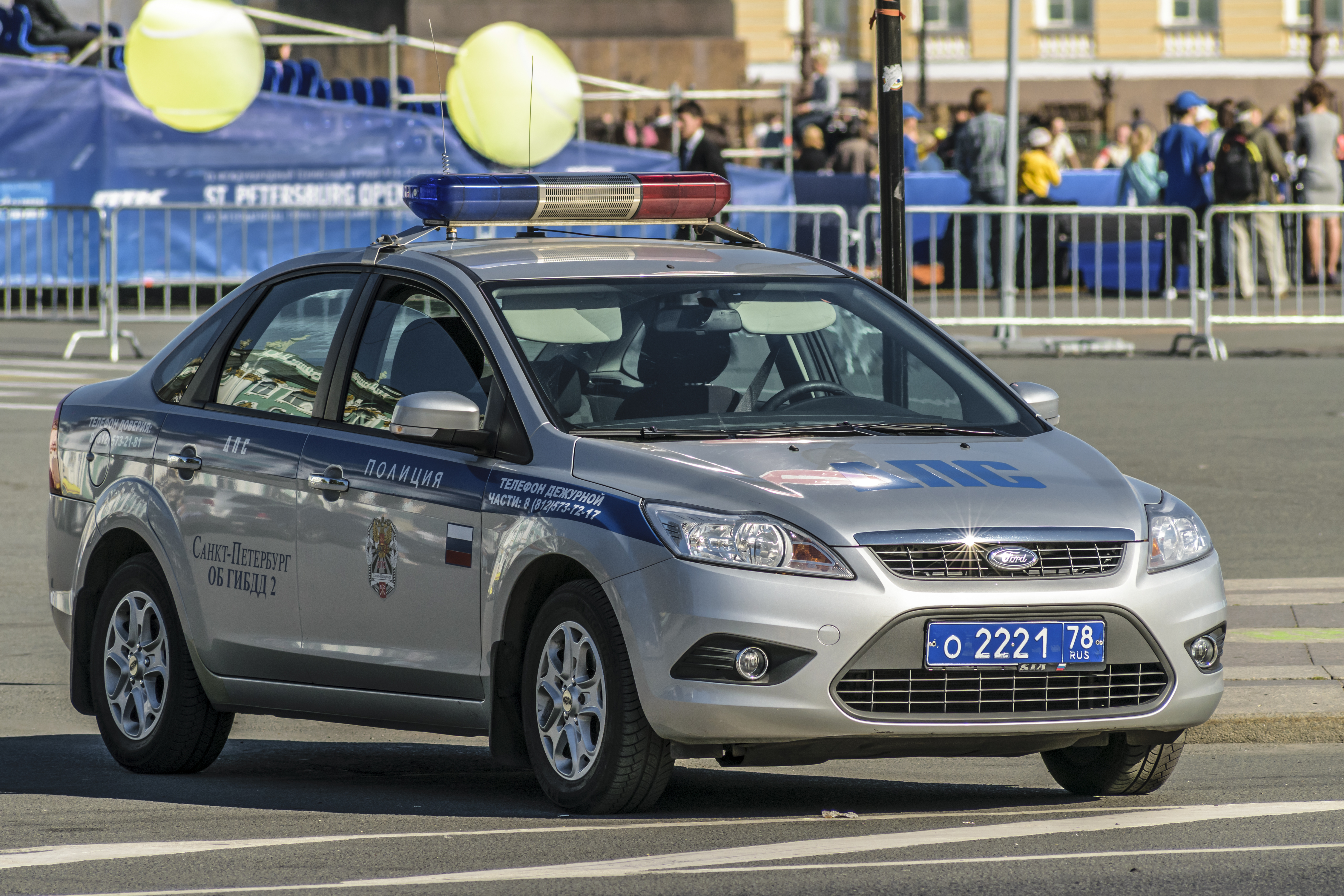
サンクトペテルブルクのフォード・フォーカスのパトカー
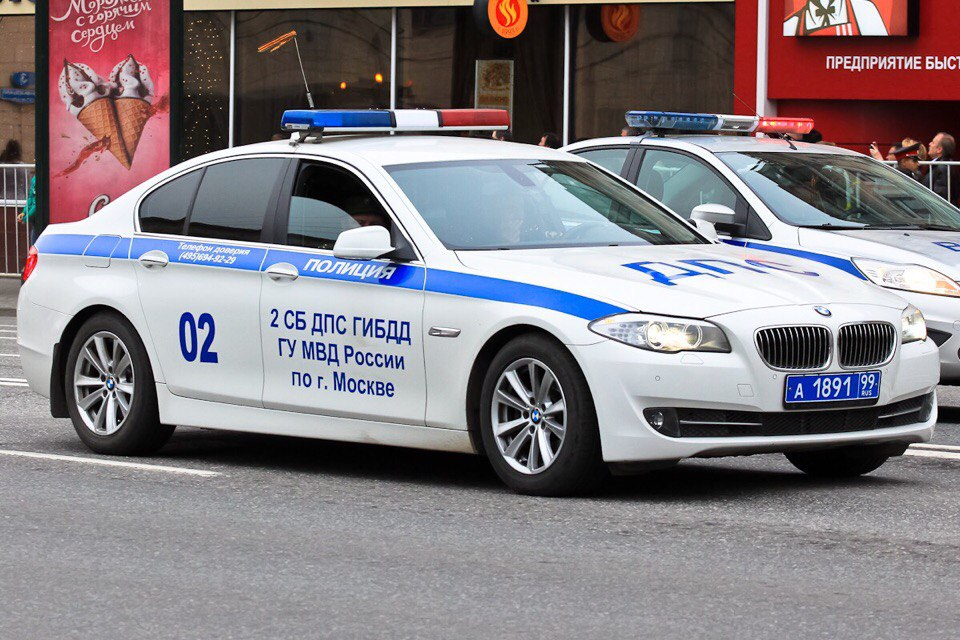
モスクワのBMW・5シリーズのパトカー
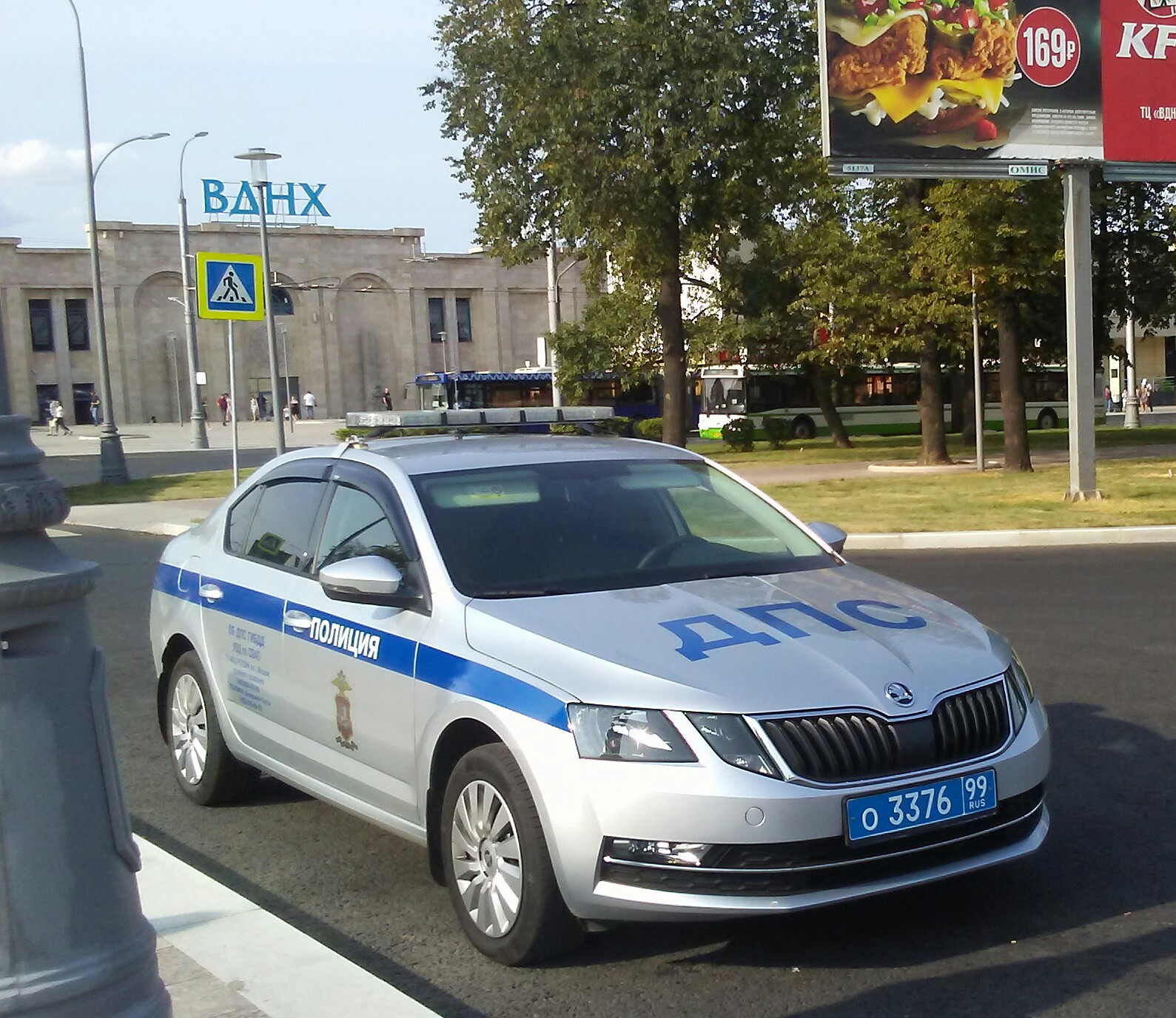
シュコダ・オクタヴィアのパトカー
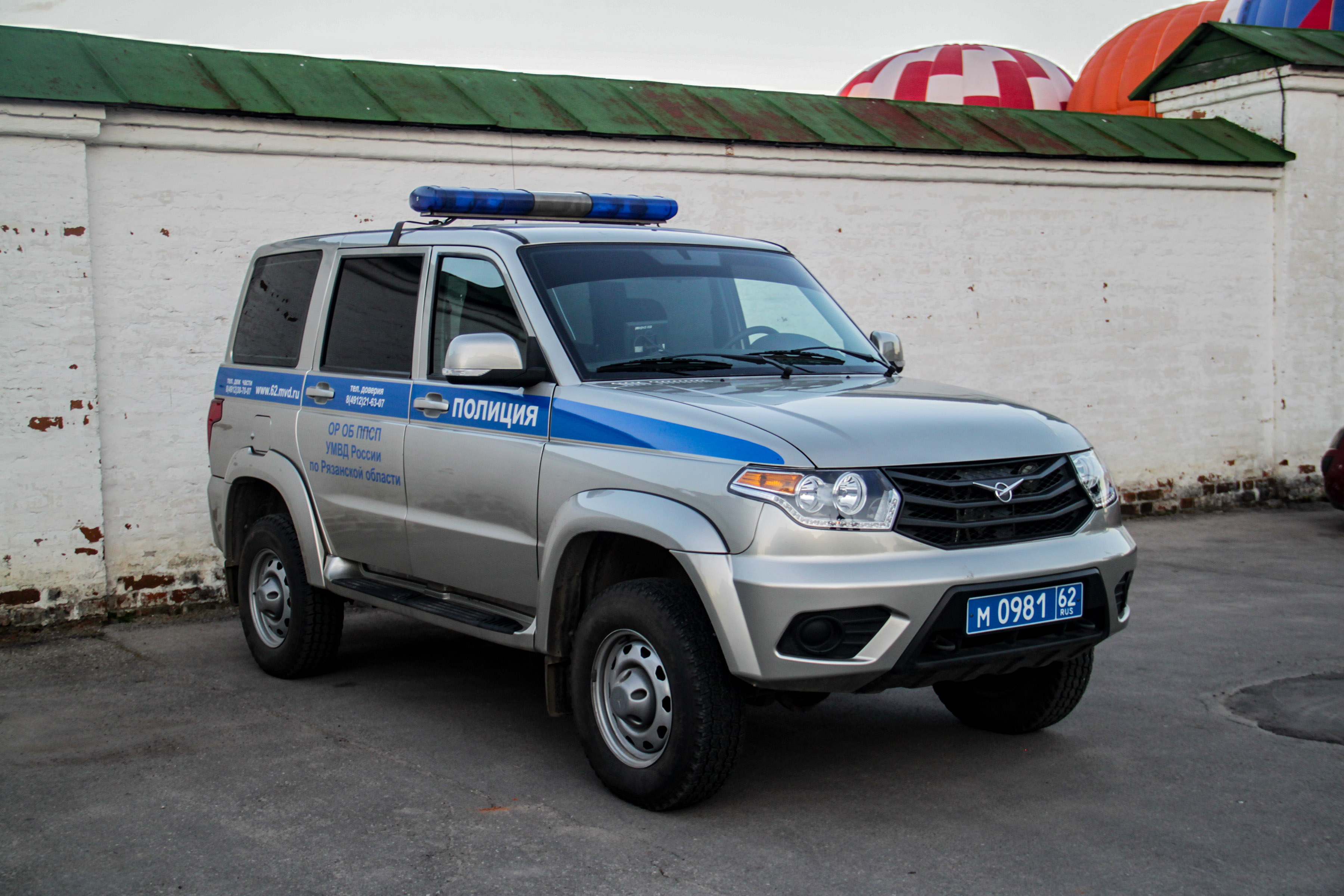
UAZパトリオットスポーツ警察車両
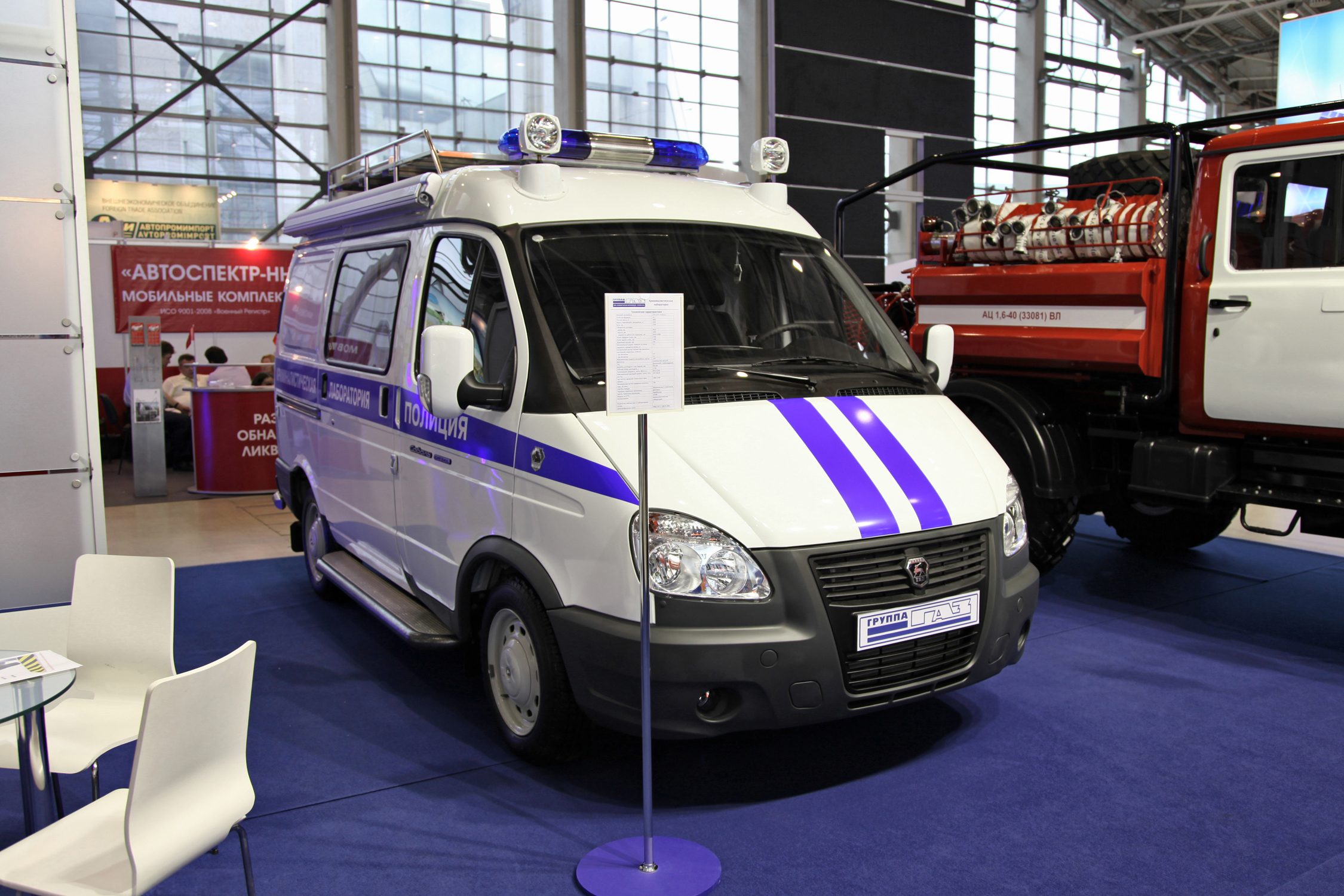
ガゼルのバン
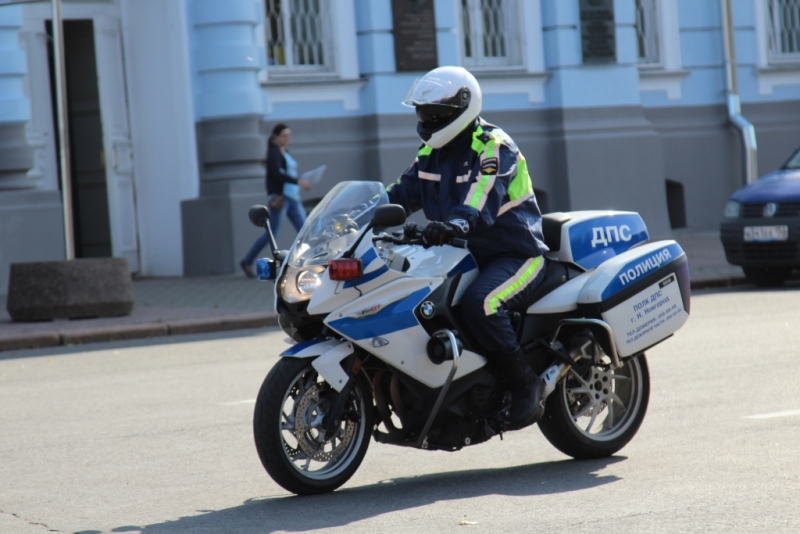
BMW F800GTの白バイ
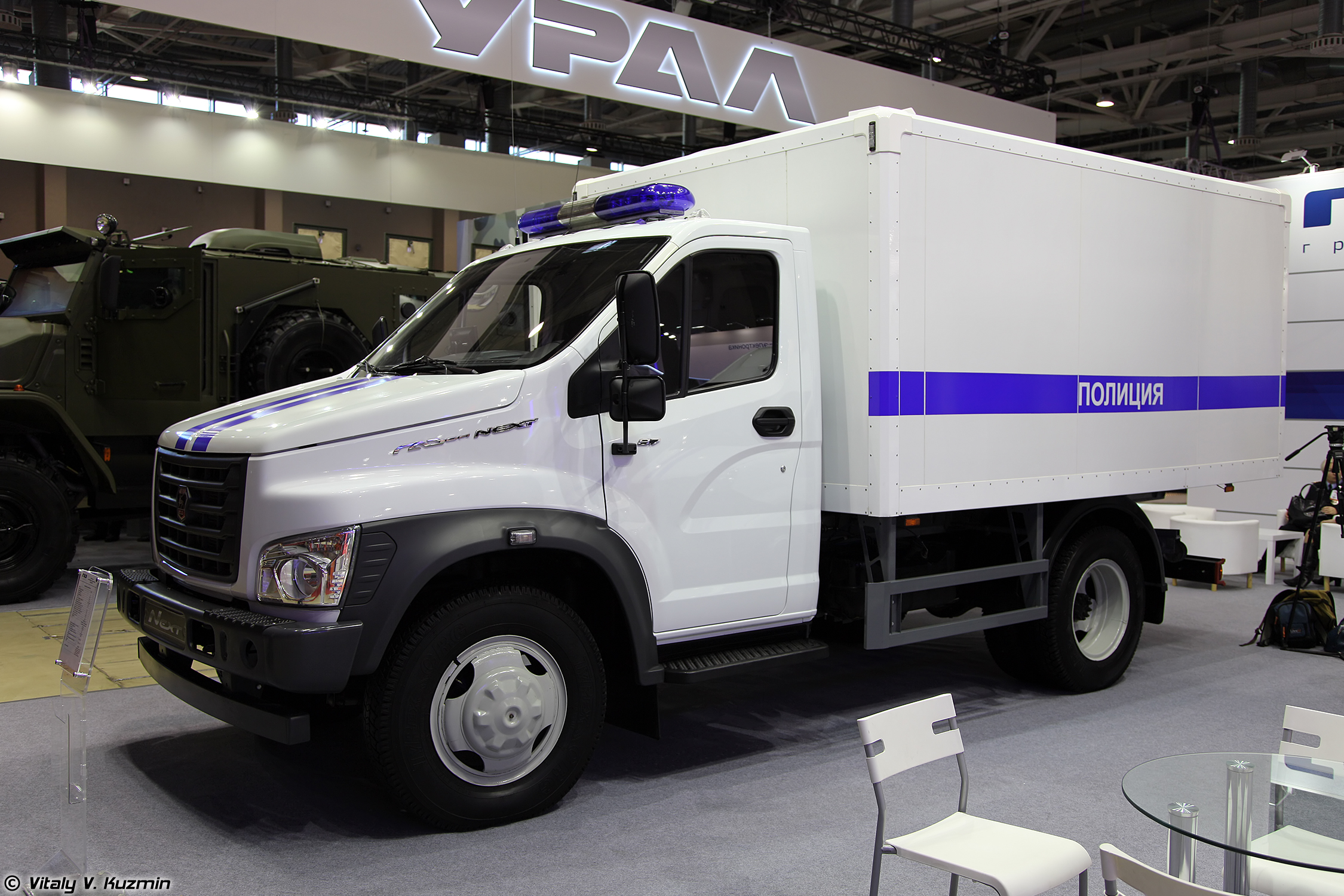
囚人護送車両のGAZon NEXT
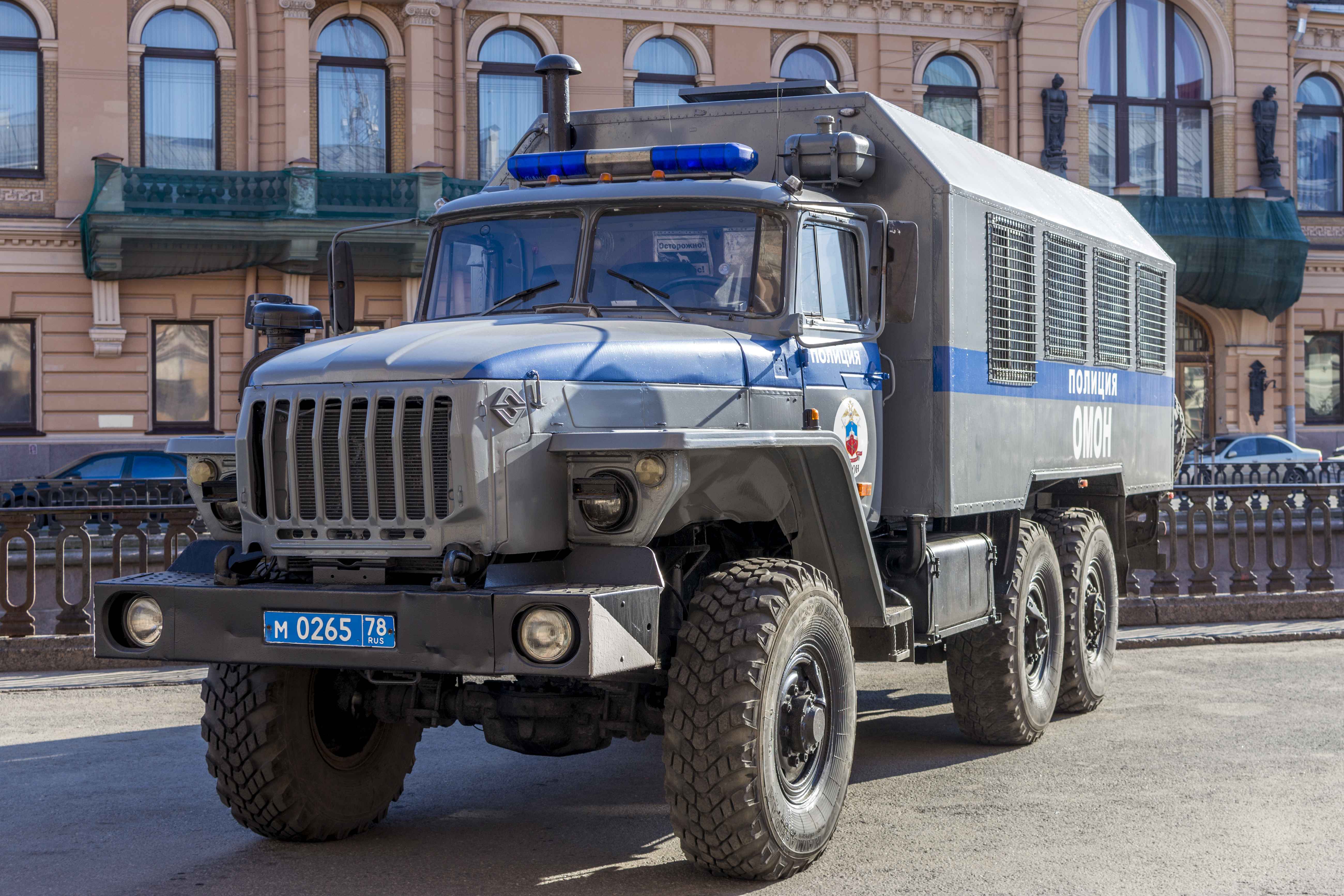
自動車バン 572060 は、Ural-4320 シャーシの VM-4320 としても知られている
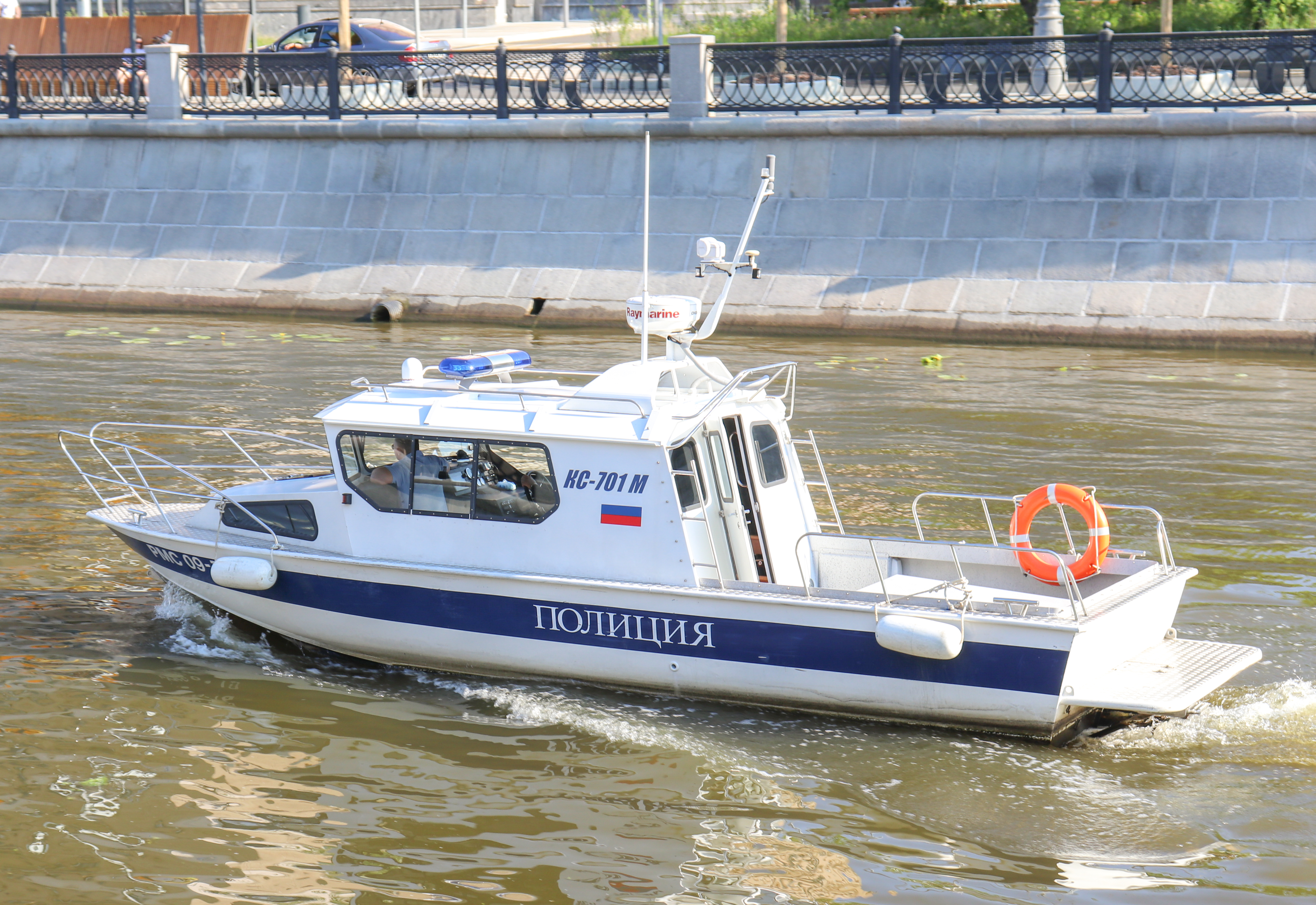
モスクワの警察の巡視船

### 武器
- AK-74M
- AKS-74U
- AS Val
- OTs-14 Groza
- PP-19 Bizon
- 9A-91カービン
- A-91ライフル
- マカロフ PM
- OTs-02 Kiparis
- PP-91 KEDR
- Saiga-12S shotgun
- MP-443 Grach pistol
- GSh-18ピストル
- PP-2000
- KS-23ショットガン
- Vityaz-SN
- CZ-75
- AEK-971
- AK-103
- AK-104